# Hagaströms Keramik
Hagaströms Keramik var en keramisk fabrik i Gävle, verksam 1907–1941.
Fabriken grundades som AB Keramik av Carl Johan Andersson som tidigare arbetat vid Gefle Kakelfabrik. 1913 ombildades bolaget till Hagaströms Keramik AB. Tillverkningen bestod främst av prydnadsgods i lergods, men deltog vid utställningar i Gävle 1910, 1912 och 1913 samt deltog vid Gestriklands Hemslöjdsförenings avdelning vid Baltiska utställningen. 1916 lades tillverkningen som gick dåligt ned och Carl Johan Andersson flyttade över till Uppsala-Ekeby, men återvände året därpå till Gävle och startade upp verksamheten på nytt och drev fabriken fram till sin död 1941.